# Illbient
L'illbient è uno stile di musica elettronica. Il termine nasce dalla fusione delle parole "ill" ("figo"/"bello" secondo lo slang dell'hip hop) e "ambient".

## Storia
Diffusosi nei quartieri di Williamsburg e del Lower East Side di New York a partire dalla metà degli anni novanta, l'illbient venne inventata da DJ Spooky, i cui album Songs of a Dead Dreamer (1996) e Riddim Warfare (1998) sono contaminati dall'electronica, dall'hip hop, dal reggae e dal dub. Nello stesso periodo, l'etichetta Asphodel fruttò le prime antologie di musica illbient fra cui Crooklyn Dub Consortium (1995) e Incursions in Illbient (1996). Fra gli altri artisti che si affiancarono all'illbient vi sono DJ Olive, considerato un altro pioniere dello stile, Mikey Dread, Byzar, Teargas & Plateglass e Sub Dub.

## Caratteristiche
L'illbient si caratterizza per i paesaggi sonori che combinano groove funky astratti, bassi pesanti e sonorità riconducibili all'ambient, al dub e al jazz. Può anche contenere riferimenti alla jungle e alla musica orchestrale. Secondo lo scrittore Greg Tate "gli artisti illbient hanno creato un nuovo strumento jazz adottando un approccio enciclopedico all'improvvisazione." Molto simile al trip hop (al punto da essere considerato da alcuni un suo sinonimo), si differenzia da quest'ultimo in quanto è più sperimentale e più distante dai canoni dell'hip hop.